# Tungsram Sport Club
Il Tungsram Sport Club è una società polisportiva ungherese, con sede a Budapest. La sezione più famosa ed importante era quella calcistica che ha disputato tre stagioni nella massima serie ungherese e che ha terminato la sua attività agonistica nel 1999.

## Sezione calcio

### Storia
La società venne fondata nel 1911 con il nome di Ampére. Il club esordì nella massima serie ungherese con il nome di ÚTE Izzó nella stagione 1954, ottenendo l'ottavo posto finale. Retrocedette l'anno seguente nella serie cadetta ungherese. In entrambe le stagioni la squadra venne allenata da Géza Kalocsay.
La società, che nel frattempo aveva cambiato nome in Vasas Izzó Sportkör, tornò in massima serie nella stagione 1978-1979, retrocedendo in Nemzeti Bajnokság II al termine del campionato. Nel 1980 la sezione calcistica della società si fuse con il Váci Híradás, dando origine al Váci Izzó MTE.
La società sportiva continuò l'attività calcistica con il nome di Tungsram Sport Club sino al 1999.

## Palmarès

### Altri piazzamenti
- Nemzeti Bajnokság II:

Secondo posto: 1977-1978, 1979-1980